# Виница (област Пловдив)
Вижте пояснителната страница за други значения на Виница.
Виница е село в Южна България. То се намира в община Първомай, област Пловдив. Старото име на селото е Бадарлии.

## География
Виница се намира на 10 km северозападно от град Първомай. Покрай селото тече река Марица.
Край селото се намира находище на застрашения вид на растението блатно кокиче, известно на местните с наименованието „Калоян дядо“. Като мястото е единствено заедно със село Градина, където може да се открие видът в област Пловдив, и доста места в южна България изобщо.

## История
При избухването на Балканската война в 1912 година един човек от Виница е доброволец в Македоно-одринското опълчение.
Според разкази на стари хора името на селото е дадено от работниците поставящи релсите за железницата. Когато железният път минавал покрай селото, хората на Бъдарли както се е наричало дотогава селото отишли с кани пълни с вино и черпели всички работници с питието от благодарност. През периода на комунизма изключително се е развивало лозарството и винарството, който днес са заменени от други земеделски дейности. Днес обаче частен инициатор отново развива лозарство и е създал своя винарска изба, чиято най-добра марка вино носи името на селото.
Интересен факт е наличието на обредно място със собствена сграда- „тикия“, която във времето е използвана и от християни, и от мюсюлмани, но какво е предназначението на самия храм не е много ясно, тъй като населението към днешни дни е само от християни.
Последно време се увеличава ромското население.